# Fascia thoraco-lombal

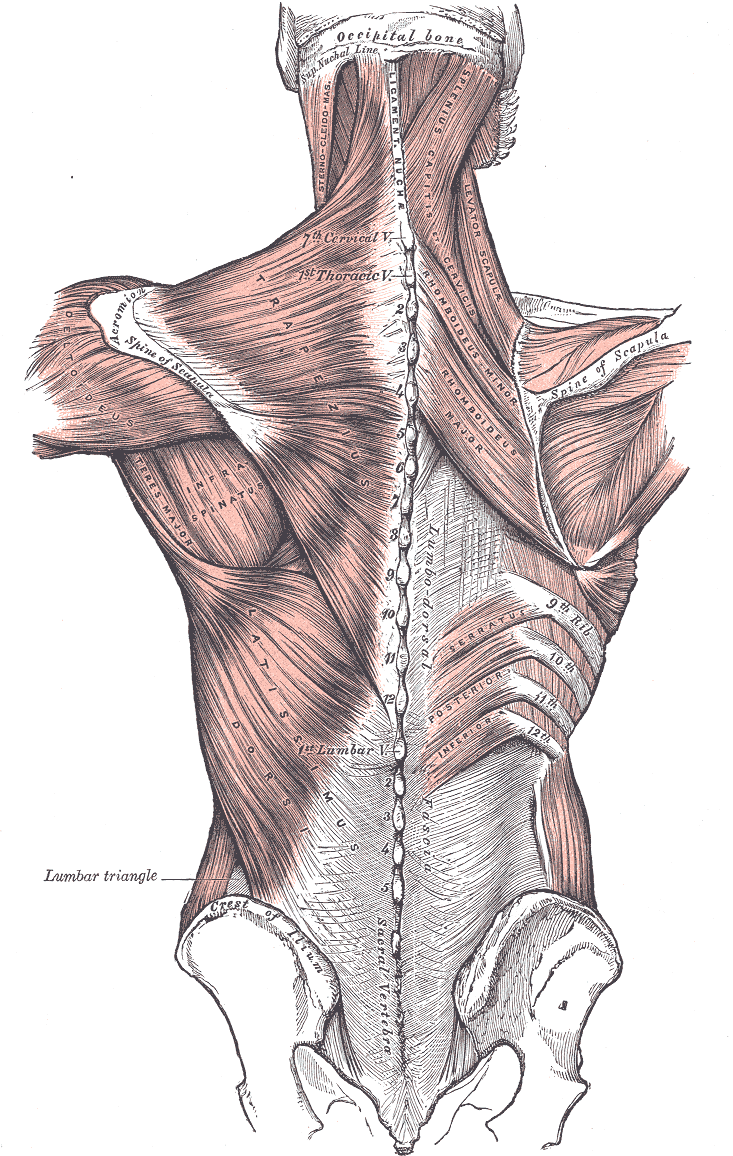
région musculaire surficielle dorsal, le fascia thoraco-lombaire est la structure fibreuse grise en bas et au centre du schéma

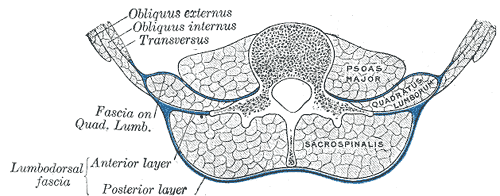
Coupe de la région lombaire, ici le fascia thoraco-lombaire est nommé fascia lombodorsal

Le fascia thoraco-lombal en anatomie humaine est une large membrane fibreuse située dans la région lombaire postérieure. 

## Description
Le fascia thoraco-lombal est mince et résistant et recouvre les muscles profonds du dos, notamment les muscles érecteurs du rachis et les muscles interépineux. Il sert d'insertion à divers muscles comme le muscle oblique interne de l'abdomen ou le muscle transverse de l'abdomen. 
Il est composé de trois couches : la lame postérieure, la lame moyenne et la lame antérieure. 

### Lame postérieure du fascia thoraco-lombal
La lame postérieure du fascia thoraco-lombal constitue la couche la plus épaisse.
Elle est située en arrière des muscles érecteurs du rachis. 
Elle se fixe sur les processus épineux de la septième vertèbre thoracique à la dernière vertèbre sacrée en incluant les vertèbres lombaires, ainsi que sur les ligaments inter-épineux correspondants et le tiers postérieur de la crête iliaque.
Elle est recouverte par le muscle trapèze en haut et recouvre les muscles dentelés postérieurs et inférieurs, les muscles obliques internes de l’abdomen et les muscles érecteurs du rachis.
Une partie de la lame sert de lame d'insertion au muscle latissimus du dos par l'aponévrose thoraco-lombaire (ou aponévrose lombaire ou aponévrose lombo-sacrée)

### Lame moyenne du fascia thoraco-lombal
La lame moyenne prend son origine sur les processus transverses des vertèbres lombaires et se situe entre les muscles érecteurs du rachis et les muscles carrés des lombes.

### Lame antérieure du fascia thoraco-lombal
La lame antérieure (ou aponévrose du carré des lombes) nait des processus transverses des vertèbres lombaires passe à l'avant des muscles carrés des lombes pour se terminer sur l'aponévrose d'insertion du muscle transverse de l'abdomen.